# جوزيف تايري سنيد الثالث
جوزيف تايري مقبض المنجل والثالث (بالإنجليزية: Joseph Tyree Sneed III)‏ (و. 1920 – 2008 م)هو محامي، وقاضي، وبروفيسور (أستاذ جامعي) من الولايات المتحدة الأمريكية . ولد في كالفيرت .
وهو عضو في الحزب الجمهوري .
توفي في سان فرانسيسكو .

## التعليم
تعلم في كلية هارفارد للحقوق، وجامعة تكساس، أوستن.

## مناصب وهيئات
أدار جامعة تكساس، أوستن، وجامعة كورنيل.